# Bitka pri Red Banku
Bitka pri Red Banku, znana tudi kot Bitka pri Fort Mercerju, se je odvila 22. oktobra 1777 med ameriško revolucionarno vojno. Sila 1,200 hessijskih vojakov je bila poslana, da zavzame Fort Mercer na newjerseyjski strani reke Delaware južno od Filadelfije, vendar jo je premagala manjša sila vojakov kontinentalne armade.
Čeprav je utrdba Mercer mesec dni kasneje padla v roke Britancev, je zmaga v bitki pri Red Banku služila kot zelo potrebna moralna spodbuda za Patriotski cilj, saj je odložila britanske načrte za utrditev pridobitev v Filadelfiji in zmanjšala pritisk na Washingtonovo kontinentalno armado, ki je bila vkopana severno od Filadelfije.

## Zunanje povezae
- Red Bank Battlefield Park Website
- History of Fort Mercer at Try Philly com.
- Model of a 64-gun British Man of War
- General Howe report on Battle pp. 651–652
- African American Soldiers – Red Bank Battlefield
- American Revolutionary War 1775 to 1783